# Kōnan-ku (Yokohama)
Kōnan-ku (港南区?) è uno dei 18 quartieri della città di Yokohama, in Giappone.